# Trèfle de Micheli
Trifolium michelianum
Espèce
Classification phylogénétique
Statut de conservation UICN

 LC  : Préoccupation mineure
Le trèfle de Micheli (Trifolium michelianum Savi.) est une espèce de plantes à fleurs du genre Trifolium et de la famille des Fabacées (ou légumineuses). C'est une plante herbacée prairiale annuelle fréquemment utilisée comme fourrage trouvée en Europe.

## Description
C'est une plante annuelle de 20 à 50 cm, glabre, dressée ou ascendante, à tiges creuses et molles. Les folioles sont obovales, denticulées et les stipules sont ovales.
La floraison a lieu de mai à juillet, les fleurs sont d'un blanc sale ou rosées et assez grandes. Les gousses sont obovales et contiennent deux graines. Son poids de mille grains est faible

## Répartition et habitat
Il est fréquent dans les prés humides de l'Ouest et du Centre : de la Gironde au Calvados, au Loiret, à la Côte-d'Or et en Corse.
On le trouve aussi en Sardaigne, Italie, Sicile, Espagne et Portugal.

## Utilisation
Le trèfle de Micheli s’adapte à tous les types de sol et résiste à de courtes périodes d’inondation.
C’est un trèfle annuel multicoupes s'il est pâturé ou fauché avant l’apparition des boutons floraux. Donné aux herbivores à la pâture il ne provoque pas de météorisations.
De courte durée de vie, il peut avantageusement être associé à du ray-grass d'Italie.
Par contre il a l'inconvénient d'être plus sensible au froid.
Peu exigeant, il supporte une faible pluviométrie (450 mm par an).
Sa résistance à l’oïdium est très bonne et il n’est pas vecteur du sclérotinia.

## Synonymes
- Amoria micheliana (Savi) C.Presl, 1831
- Amoria nigrescens Fourr., 1868
- Trifolium macropodum Guss., 1844
- Trifolium michelianum var. minus Rouy, 1899
- Trifolium vaillantii Loisel., 1809[3]